# Flugplatz Mengen-Hohentengen

i7
i11
i13
Der Flugplatz Mengen-Hohentengen (ICAO-Code: EDTM), auch genannt Regio-Airport-Mengen, ist ein ziviler Verkehrslandeplatz auf der Gemarkung der rund vier Kilometer südwestlich gelegenen Stadt Mengen im Landkreis Sigmaringen in Baden-Württemberg. Er geht auf einen Militärflugplatz der Luftwaffe aus dem Jahre 1939 zurück und wurde 1978 zum zivilen Flugplatz umgewidmet.

## Geschichte
Von 1939 bis 1978 wurde der Mengener Flughafen militärisch genutzt. 1978 erfolgte die Umwandlung zu einem zivilen Verkehrslandeplatz. Es kam zur Gründung der Flugplatz Mengen-Hohentengen GmbH, welche Betreiberin der Anlage wurde.

### Militärische Nutzung im Dritten Reich
Die Geschichte des Mengener Flugplatzes beginnt im Jahr 1935, als das Reichsluftfahrtministerium die Planungen für einen Militärflugplatz am heutigen Standort aufnahm. Offiziell sollte der Flugplatz lediglich als „Notlandeplatz“ bezeichnet werden, um so geheim zu bleiben. Mit Beginn des Jahres 1939 wurde dann der Bau realisiert, wobei es zunächst danach aussah, als würden die Pläne zugunsten eines noch größeren Landeplatzes auf dem Gelände der nahe gelegenen Kaserne in Sigmaringen aufgegeben. Geologische Schwierigkeiten am dortigen Standort waren jedoch der Grund dafür, dass letztlich doch in Mengen gebaut wurde.
Zu Kriegsbeginn, insbesondere während des Westfeldzuges, starteten jedoch keine Maschinen von Mengen aus, da zu dieser Zeit der Flughafen eine Betonstartbahn von 1200 Metern Länge und 80 Metern Breite erhielt. Dabei handelte es sich um eine der ersten Betonstartbahnen auf dem Gebiet des Deutschen Reiches.
Ursprünglich sollte in Mengen ein schweres Jagdgeschwader stationiert werden. Diese Pläne änderten sich 1941 durch den Kriegsverlauf. Die Flugzeugführerschule 116 Göppingen bildete hier bis zum Kriegsende junge Piloten aus. Ab 1940 befand sich zudem die Abteilung Musterbau der Friedrichshafener Flugzeugbauer von Dornier in Mengen und führte hier Testflüge durch. Berühmte Flugzeugtypen wie die Dornier Do 217P und Do 335 wurden auf dem Mengener Flughafen getestet, die Do 335 absolvierte hier ihren Jungfernflug. Auch die ersten Düsenjäger machten in Mengen Station, die Me 262 und die Me 323 wurden in den 1940er Jahren auf dem Flughafen gesehen.
Der Flughafen Mengen wurde am 22. April 1945 von französischen Truppen besetzt. Eine Luftbrücke Straßburg–Mengen wurde eingerichtet. Am 8. Mai 1945 flog General Jean de Lattre de Tassigny von Mengen aus nach Berlin. Der Oberkommandierende der 1. französischen Armee nahm dort als Vertreter Frankreichs die deutsche Kapitulationserklärung entgegen. Der Zweite Weltkrieg in Europa war damit beendet. Anfang Juni 1945 wurden von Mengen aus die im Schloss Bad Wurzach internierten Zivilisten der britischen Kanalinsel Jersey zum Militärflugplatz Hendon in der Nähe von London ausgeflogen.

### Militärische Nutzung in der Nachkriegszeit
Die französischen Streitkräfte nutzten den Flugplatz Mengen-Hohentengen in den Folgejahren vor allem für Transportaufgaben: Eine Brigade mit mittleren Bombern vom Typ Martin B-26 wurde hier stationiert, 1947 dann aber in den Senegal abgezogen. Der Flugplatz blieb aber Teil einer ständigen Kurierstrecke der französischen Luftwaffe, die von Paris über Straßburg, Koblenz, Mengen wieder zurück nach Straßburg und Paris führte und mit Ju52-Flugzeugen betrieben wurde. Ab Juli 1952 durften dann unter französischer Aufsicht erstmals wieder deutsche Fliegergruppen den Segelflugbetrieb aufnehmen. Von Seiten der NATO wurde Mitte der 1950er Jahre der Ausbau zu einem für Strahlflugzeuge geeigneten Flugplatz geprüft. Die geplante Startbahn von 2440 Metern Länge wurde aber wegen des 611 Meter hohen Missionsberges im Süden von Mengen nicht realisiert.
Mit Gründung der Bundeswehr 1955 wurde der Flugplatz auch für das deutsche Militär wieder bedeutsam: Von 1957 bis 1963 bildete die Luftwaffe ihre Piloten in Mengen auf Piper, Do 27, Percival Pembroke, Noratlas und T-6 Harvard aus. Von 1960 bis 1966 fand zudem ein Teil der Ausbildung der Escadron Aerien 3/521 der französischen Luftstreitkräfte in Mengen statt: In Zusammenarbeit mit Soldaten der US-Armee wurden die Franzosen an den Flugabwehrraketen Nike-Ajax und später Nike Hercules geschult. Von 1960 bis 1962 wurde südöstlich des Fliegerhorstes die Oberschwaben-Kaserne Mengen/Hohentengen gebaut, nachdem zuvor keine Unterkünfte zur Verfügung gestanden hatten. Kurz nach der Fertigstellung wurde jedoch die Ausbildung der T-6-Piloten in die USA verlegt und der Flugplatz verlor an Bedeutung. Etwa 15 Jahre lang wurden die Anlagen nun lediglich noch für gelegentlichen militärischen Übungsflugbetrieb mit Noratlas, Hubschraubern und später der Transall genutzt, bis es 1978 schließlich zur Umwidmung in einen zivilen Verkehrslandeplatz kam.

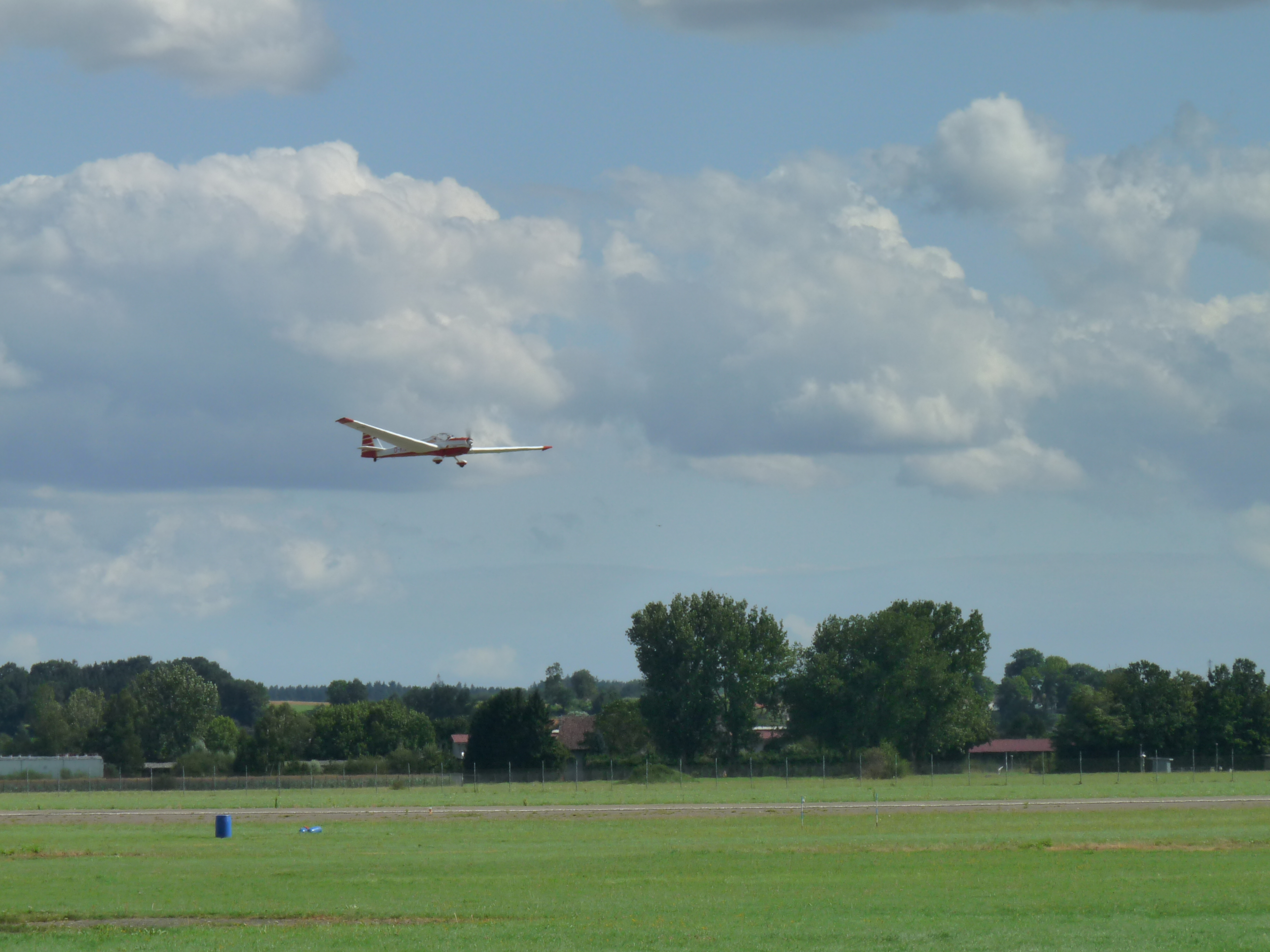
Startendes Kleinflugzeug am Flugplatz Mengen-Hohentengen

### Die zivile Nutzung
Zur Stärkung der Infrastruktur im als verkehrsmäßig schwach eingestuften Landkreis Sigmaringen gründeten der Landkreis, einige umliegende Städte und Gemeinden, das Fürstenhaus Hohenzollern-Sigmaringen, Wirtschaftsunternehmen und Bankinstitute der Region, sowie örtliche Fliegergruppen 1978 gemeinsam die Flugplatz Mengen-Hohentengen GmbH.
Nach und nach wurden die Flugplatzanlagen ausgebaut, ein Tower wurde ebenso errichtet wie Tankanlagen, Nacht- und Anflugbefeuerung sowie gastronomische Einrichtungen im Bereich des Flugplatzes. Die Landebahn wurde auf die heutigen Maße von 1566 × 30 Metern ausgebaut. Seit dem Jahr 2008 ist ein Luftraum F (heute Radio Mandatory Zone) eingerichtet. Nachdem der Verkehrslandeplatz im März 2008 für Instrumentenflug ausgerüstet und zugelassen wurde, um auch bei schlechter Sicht erreichbar zu sein, erhielt er Ende 2008 eine neue Befeuerung der Start- und Landebahn. Das Land förderte diese Maßnahme mit 133.750 Euro, das waren 50 Prozent der Gesamtinvestition. Verkehrsstaatssekretär Rudolf Köberle in Stuttgart erklärte in diesem Zusammenhang die Wichtigkeit der Sicherung des Flugbetriebs und der Erreichbarkeit des Verkehrslandeplatzes zur Stärkung des gesamten Wirtschaftsraums.
Mit rund 29.000 Flugbewegungen im Jahr ist der Verkehrslandeplatz Mengen-Hohentengen einer der größten Verkehrslandeplätze in Baden-Württemberg. Derzeit befinden sich 15 Flugzeughallen auf dem Gelände, bis zu 100 Flugzeuge sind stationiert. Bundeswehreinheiten sind oft bei Übungen zu Gast.
In den Jahren 2009 und 2019 fanden auf dem Regio-Airport-Mengen die Offenen Deutschen Hubschraubermeisterschaften statt. 2019 startete auch der 61. Südwestdeutsche Rundflug vom Regio-Airport aus.
Im November 2010 förderte das Land den Instrumentenflug (IFR) am Verkehrslandeplatz mit einem weiteren Zuschuss. Für die Einführung des Instrumentenfluges musste der Flugplatz mit meteorologischen Anlagen, neuer Tower-Technik, neuer Befeuerung für die Start- und Landebahn sowie für die Rollbahn ausgerüstet werden. Außerdem wurde der Verkehrslandeplatz aus Sicherheitsgründen eingezäunt. Bereits 2007 hatte das Land für diese Maßnahmen einen Zuschuss von 251.000 Euro bewilligt. Der weitere Zuschuss war wegen der Teuerungsrate, einer Verlängerung des Zauns und einer Verlegung des Lärmschutzwalls erforderlich.

## Einrichtungen

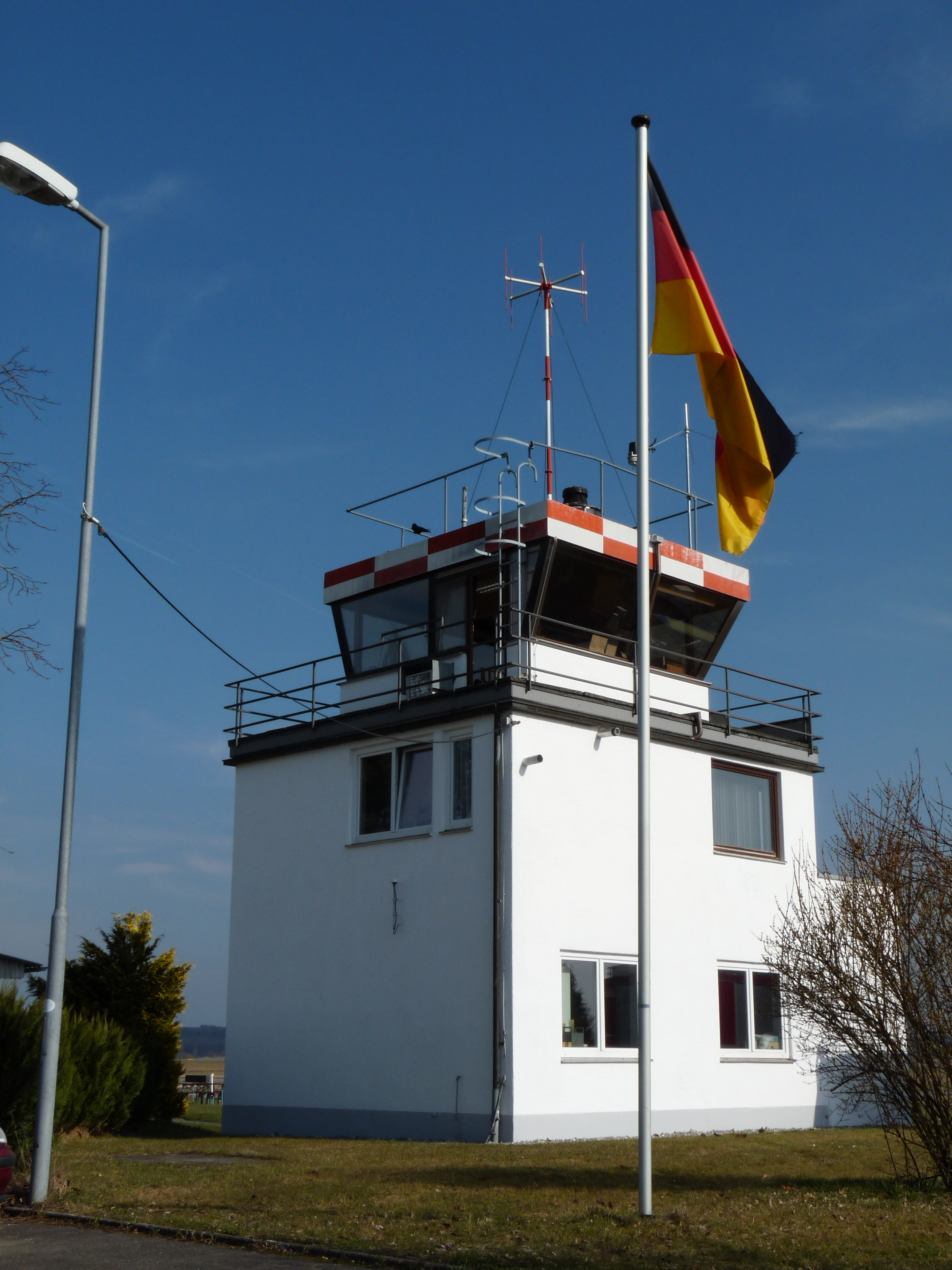
Tower des Mengener Flugplatzes

### Tower
Im Tower arbeiten sechs ausgebildete Flugleiter / AFISO, die eine tägliche Verfügbarkeit von 9 Uhr bis 30 Minuten nach Sonnenuntergang (SS+30) garantieren. Auf Sonderanforderung und Anmeldung sind Früh (ab 05:30 Ortszeit)- und Spätabfertigung (bis 22:00 Ortszeit) möglich. Für nichtgewerblichen und gewerblichen Gelegenheitsverkehr ist die Zollabfertigung vor Ort möglich.

### Ansässige Unternehmen
Auf dem Gelände des Flugplatzes niedergelassen haben sich mehrere Unternehmen aus dem Bereich des Flugzeugbaus und der Flugzeugwartung (Kondor Aviatik, UL). Unter anderem haben seit 1992 das Unternehmen Comco Ikarus, größter deutscher Hersteller dreiachsgesteuerter Ultraleichtflugzeuge, sowie mehrere gewerbliche Flugschulen ihren Sitz am Regio-Airport, ebenso verschiedene Flugdienstleistungs- und Charter-Unternehmen.

### Fliegergruppen
Drei Fliegergruppen, die als gemeinnützige Vereine organisiert sind, nutzen den Regio-Airport. Die 1952 gegründete und seit 1960 als Verein etablierte Fliegergruppe Mengen e. V. verfügt über eine Flugzeughalle, ein Vereinsheim und Flugzeuge, mit denen sie in den Sparten Ultraleichtflugzeug (früher: Segelflug), Motorsegler und Motorflug auch Flugschüler ausbildet. Daneben absolvierten die Segelflieger der Luftsportgruppe Ravensburg e. V. ihre Flüge vom Flugplatz Mengen-Hohentengen aus. Die Luftsportgruppe Ravensburg richtete vom 25. Juli bis zum 8. August 2009 auf dem Flugplatz die Deutschen Meisterschaften der Offenen und der 18-Meter-Klasse aus. Auch die Fliegergruppe Federsee e. V. ist eine begeisterte Flugsportgemeinschaft die nach Auszug aus einem Naturschutzgebiet eine neue fliegerische Heimat am Regio-Airport-Mengen gefunden hat.
Gastronomie
Am Flugplatz befindet sich ein Hotel und ein Restaurant mit Sonnenterrasse.

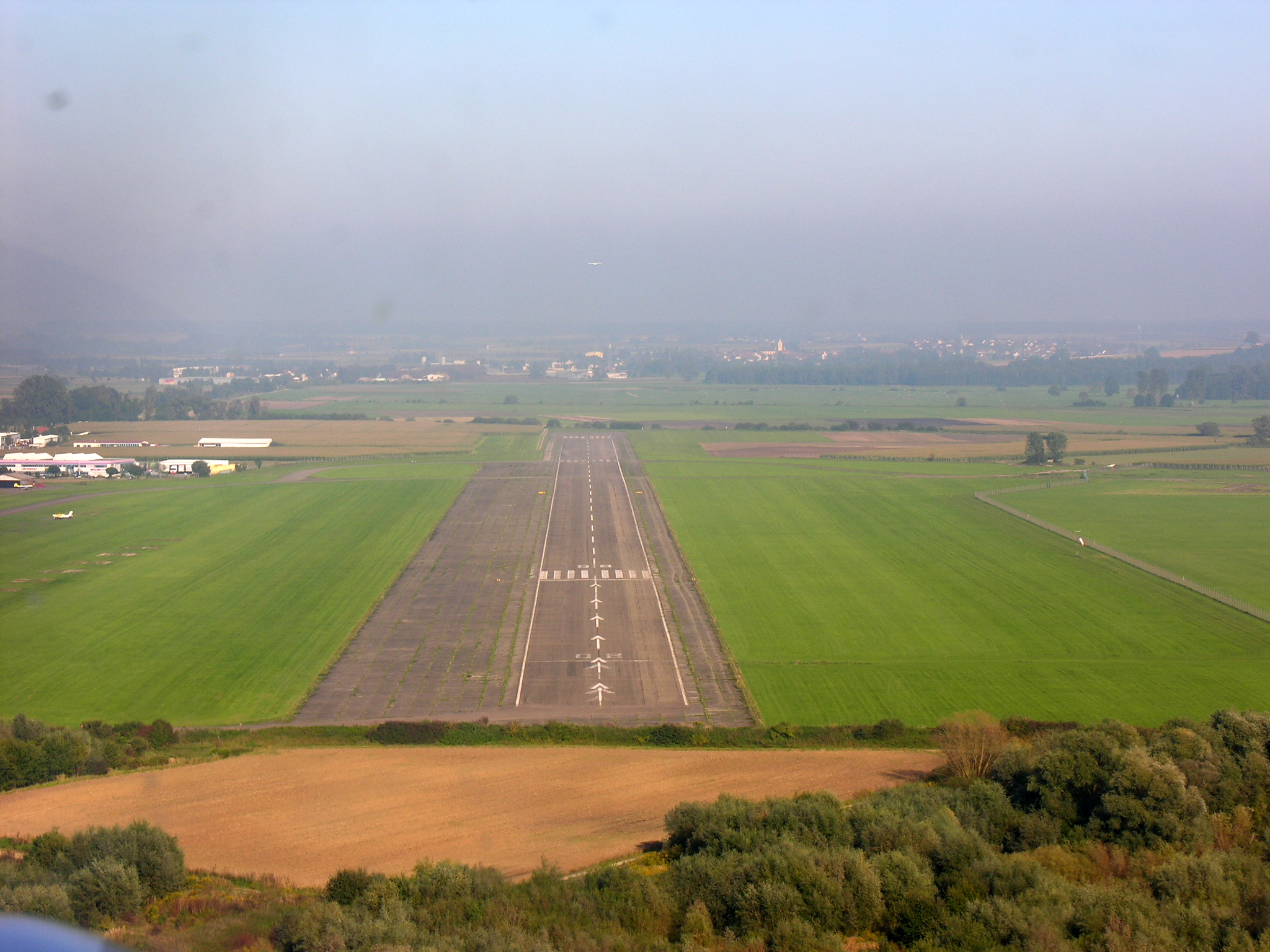
Piste 07 im Endanflug

### Technische Daten
Der Flugplatz ist in der Landerichtung 25 mit einer Anflugbefeuerung ausgerüstet. Er ist für Ultraleichtflugzeuge, Segelflugzeuge, Motorsegler, Hubschrauber bis 6000 kg und Flugzeuge bis 5700 kg, mit PPR bis 14 Tonnen, zugelassen. Es besteht ein GPS/SBAS-gestützter IFR-RNP-Anflug, die bei entsprechender Ausrüstung des Luftfahrzeugs Anflüge bis auf eine Entscheidungshöhe von 250 Fuß ü. G. erlaubt. Der Anflug wird dabei von der Schweizer Flugsicherung Skyguide (ALPS Radar) geführt. Die Start- und Landebahn ist 1566 Meter lang und 30 Meter breit. Als Kraftstoffe können AvGas, JET A1 und Super Plus getankt werden.

## Trägergesellschaft
Die am 5. April 1978 gegründete „Flugplatz Mengen-Hohentengen GmbH“ ist eine Gesellschaft mit dem Ziel, „im Rahmen des flugtechnisch Machbaren und des behördlich Zulässigen den Flugbetrieb auf dem Flugplatz Mengen-Hohentengen nachhaltig zu fördern“. In der Gesellschaft mit über 900.000 Euro Stammkapital sind insgesamt 35 Gesellschafter vertreten. Das Stammkapital kommt zu gut 16 Prozent vom Landkreis Sigmaringen, zu knapp 12 Prozent von den beteiligten Kommunen und zu knapp 72 Prozent von privaten Investoren. Geschäftsführer ist Jörg Menge, Vorsitzende des Verwaltungsrates die Sigmaringer Landrätin Stefanie Bürkle.

## Zwischenfälle
- Am 19. Juli 2022 stürzte ein Tragschrauber AutoGyro MTOsport 2017 beim Anflug auf die Piste 07 rund 230 Meter vor Pistenanfang zu Boden, der Pilot kam dabei ums Leben (siehe AutoGyro MTOsport: Zwischenfälle).